# Gueonim
Los Gueonim (en hebreo גְּאוֹנִים, singular gaón, גָּאוֹן) fueron los presidentes de las grandes academias talmúdicas judías de Babilonia: Sura, Pumbedita y Nehardea. Los Guenoim eran generalmente aceptados como líderes espirituales de la comunidad judía en todo el Mundo durante la Temprana Edad Media, en contraste con el Exilarca (Rosh Galuta), que era la autoridad secular reconocida por la autoridad dominante en Babilonia. El período de los Gueonim en Babilonia se extiende entre el año 589 y el 1038, luego del período de los Savoraim. El primer Gaón de Sura, según Sherira Gaon, fue Mar Rab Mar, el último Gaón de Sura fue Samuel Ben Hofni, y el último Gaón de Pumbedita fue Ezequías Gaón, que fue torturado y muerto aproximadamente en 1040.

El término Gaón significa "orgullo" o "esplendor" en hebreo bíblico, y "sabio" en hebreo moderno.
La figura del Gaón adquirió un papel prominente y decisivo en la transmisión y la enseñanza de la Torá y la ley judía. El más eminente de los Gueonim fue el rabino Saadia Gaon.
En la época de los Gueonim, surgió un nuevo método de consulta e interpretación de las leyes hebreas: la responsa, o preguntas de los fieles a sus dirigentes religiosos, y sus respectivas respuestas, que con el tiempo devinieron en un nuevo cuerpo jurídico de la Halajá.
Luego de su desaparición como institución a mediados del siglo XI, con la decadencia de la comunidad judía de Babilonia y el surgimiento de un nuevo centro de vida hebrea en España, se continuó usando el término para referirse a aquellos rabinos con autoridad para fijar posición sobre temas en controversia, como el Gaón de Vilna.

## Rol en la vida judía
Los Gueonim oficiaban, en primera instancia, como directores de las academias, continuando la actividad educacional de los Amoraim y Savoraim. Mientras los Amoraim, a través de la interpretación de la Mishná, crearon el Talmud y los Savoraim hicieron la edición final del mismo, la tarea de los Gueonim fue interpretarlo. Para ellos, el Talmud fue el sujeto de estudio y formación, y ellos tomaron decisiones legales y religiosas de acuerdo con sus enseñanzas.

## El título de Gaón
El título de Gaon comenzó a ser aplicado a los directores de las dos academias de Babilonia, Sura y Pumbedita, aunque no desplazó el título original de Rosh Yeshiva Gaon Yaakov (en hebreo, cabeza de la academia y orgullo de Jacob). El término arameo usado fue Rosh mesivta.
El título de Gaón propiamente designa el oficio de Director de la academia. El título se hizo popular alrededor del fin del siglo VI. Cuando las academias de Sura y Pumbédita fueron investidas con autoridad judicial, el Gaón oficiaba como juez supremo-

Todos estos Sabios mencionados eran los líderes de sus respectivas generaciones. Entre ellos había líderes de Ieshivot (casas de estudio de Torá), líderes del exilio e integrantes del Gran Sanhedrín. Junto con ellos, en cada generación, había miles, y decenas de miles, que aprendieron de ellos y junto a ellos.

La organización de las academias babilónicas se basaba en el antiguo Sanedrín. En muchas de las responsas de los Gueonim, los miembros de las mismas son mencionados como pertenecientes al "Gran Sanedrín", y otros como pertenecientes al "Pequeño Sanedrin".
En frente del Gaón que presidía y mirándolo, estaban sentados setenta miembros de la academia en siete filas de diez personas cada una, cada persona en el asiento asignado específicamente, y el cuerpo completo, con el Gaón inclusive, es también llamado "Gran Sanedrín".
Gaón Zemah se refiere en una responsa a "los ancianos académicos de la primera fila, que tomaron el lugar del gran sanedrín", los siete maestros, o "allufim" y los "javerim", los tres más prominentes miembros del colegio, sentados en la primera de las siete filas. Nueve miembros del sanedrín estaban subordinados a cada uno de los siete allufim, que probablemente supervisaban la instrucción dada durante todo el año escolar por sus subordinados. Los miembros de la academia que no estaban designados se sentaban detrás de las siete filas de miembros del Sanedrín.

## Gueonim destacados
- Achai Gaon
- Amram Gaon
- Dodai ben Nahman
- Jai Gaon
- Saadia Gaon
- Sherira Gaon
- Chananel ben Chushiel (Rabeinu Jananel)
- Nissim Gaon de Cairuán.

Estos dos últimos son mencionados dentro de los Gueonim por algunos autores, otros consideran que constituyen la primera generación de sabios Rishonim. Maimónides a veces usa el término "Gueonim" en un sentido muy amplio, para significar "Autoridad vigente".